# Fjärdbådarna, Hangö
Fjärdbådarna är klippor i Finland.   De ligger i kommunen Hangö i landskapet Nyland, i den södra delen av landet, 120 km väster om huvudstaden Helsingfors.
Terrängen runt Fjärdbådarna är mycket platt. Havet är nära Fjärdbådarna åt nordväst.  Närmaste större samhälle är Hangö, 3,9 km sydost om Fjärdbådarna. 